# Willem van Diest
Willem Hermanszoon van Diest, född före 1610, troligen i Haag, död där efter 1663, var en holländsk marinmålare. 
Hans sjöstycken erinrar om Jan Porcellis och Simon de Vliegers. De är ganska sällsynta, men han är representerad på Statens Museum for Kunst i Köpenhamn och på Nationalmuseum i Stockholm. Hans konst har även förekommit i svenska privatsamlingar.